# Lunellum
Een lunellum is een halvemaanvormig mes dat in de middeleeuwen werd gebruikt om perkament te maken. Het woord is afgeleid van het Latijnse luna (maan) vanwege zijn vorm. Het mes wordt gebruikt om het laatste restje weefsel van een gespannen behandelde huid af te schrapen, en heeft zijn ronde vorm om te voorkomen dat het door de huid snijdt.